# Franklin-Nashville-kampagnen
Franklin-Nashville kampagnen, også kendt som Hoods felttog i Tennessee, var en række slag i det vestlige operationsområde under den amerikanske borgerkrig. De blev udkæmpet i efteråret 1864 i Alabama, Tennessee og det nordvestlige Georgia. Den konfødererede Army of Tennessee under generalløjtnant John Bell Hood trængte nordpå fra Atlanta og truede generalmajor William T. Shermans kommunikationslinjer og det centrale Tennessee, men unionsstyrker under generalmajor George H. Thomas besejrede Hood afgørende ved Nashville, Tennessee.

## Modstående styrker
Hoods Army of Tennessee, med 39.000 mand, var den næststørste tilbageværende konfødererede armé, kun overgået af general Robert E. Lees Army of Northern Virginia. Arméen bestod af korpsene under generalmajor Benjamin F. Cheatham, generalløjtnant Stephen D. Lee og generalløjtnant Alexander P. Stewart samt kavaleristyrkerne under generalmajor Nathan Bedford Forrest.
I begyndelsen af felttoget var Unionsstyrkerne i Militærområdet Mississippi under ledelse af Sherman i Atlanta, men hans personlige involvering i felttoget varede kun til udgangen af oktober. Underlagt Sherman var Army of the Cumberland under generalmajor George H. Thomas ("Klippen fra Chickamauga"), den styrke som tidligere havde været underlagt generalmajor William S. Rosecrans og derpå Sherman selv. Thomas var den overordnede leder efter Shermans afrejse. Under hans kommando befandt sig Army of the Ohio, ledet af generalmajor John M. Schofield. Den omfattede 34.000 mand organiseret i 4. Korps under generalmajor David S. Stanley, 23. Korps under brigadegeneral Jacob D. Cox sant et kavalerikorps under generalmajor James H. Wilson. Hertil kom, at Thomas havde yderligere 26.000 mand i Nashville og spredt rundt i området.

## Baggrund
Efter sin vellykkede Atlanta kampagne besatte Sherman Atlanta, og Hood, som blev tvunget til at evakuere byen, omgrupperede sine styrker ved Lovejoy's Station. I næsten en måned foretog den ellers aggressive Sherman sig ikke ret meget. Hans tropper hvilede sig, og mange forlod hæren ved afslutningen af deres tjenestetid. Den 21. september flyttede Hood sine styrker til Palmetto, Georgia, hvor han den 27. september fik besøg af den konfødererede præsident Jefferson Davis. De to planlagde den kommende strategi, som bestod i, at Hood skulle rykke mod Chattanooga og operere mod Shermans kommunikationslinjer. De håbede, at Sherman ville følge efter, og at Hood ville kunne manøvrere Sherman ind i et afgørende slag.
Selv om Sherman planlagde at marchere øst på for at tage byen Savannah (det felttog som blev kendt som Shermans march mod havet) var han bekymret for sine kommunikationslinjer tilbage til Chattanooga. En særlig trussel udgjordes af guerilla og kavalerilederen Nathan Bedford Forrest, som længe havde været en plage for unionens operationer med hurtige raids ind i deres bagområder. Den 29. september tilskyndede generalløjtnant Ulysses S. Grant kraftigt Sherman til at slippe af med Forrest og Sherman sendte Thomas til Nashville, Tennessee, for at organisere alle tropperne i staten. Sherman sendte en anden division under brigadegeneral James D. Morgan til Chattanooga.
Så langt virkede den konfødererede strategi, for Sherman blev tvunget til at sprede sine styrker for at fastholde sine kommunikationslinjer; men Sherman var ikke ved at falde i Hoods fælde. Han ville give Thomas tilstrækkelig mange tropper til at kunne håndtere Forrest og Hood, mens han gennemførte planen om at rykke frem mod Savannah. Den 29. september begyndte Hood sin fremrykning over Chattahoochee River, i retning mod nordvest med 40.000 mand for at true Western & Atlantic Railroad, Shermans forsyningslinje. Den 1. oktober blev Hood's kavaleri opfanget af Unionskavaleri under brigadegeneralerne Hugh Judson Kilpatrick og Israel Garrard under et raid mod jernbanen i nærheden af Marietta, men Sherman var stadig usikker på hvor Hood befandt sig. I de næste tre uger havde Sherman vanskeligt ved at holde trit med Hood. Hood flyttede sine tropper hurtigt, dækkede sin fremrykning og fastholdt initiativet. Unionens kavaleri, som Sherman havde undladt at optræne ordentligt, havde vanskeligt ved at følge Hood og indrapportere hans bevægelser.
Den 3. oktober efterlod Sherman generalmajor Henry W. Slocum i Atlanta og rykkede mod Marietta med en styrke på omkring 55.000 mand. Hood delte sin styrke og sendte hovedparten til Dallas, Georgia. Resten, en division under generalmajor Samuel G. French, rykkede langs jernbanen mod Allatoona, hvor en brigade under brigadegeneral John M. Corse var blevet sendt hen for at blokere dem.

## Slag
Slaget ved Allatoona (5. oktober 1864)
Frenchs konfødererede division ankom ved Allatoona ved solopgang den 5. oktober. Efter at have krævet overgivelse og fået et negativt svar angreb French. Unions ydre linje stod fast under et 2½ time langt angreb, men faldt derpå tilbage og omgruppede sig i et jord-fort ved Allatoona Pass. French angreb gentagne gange, men fortet holdt stand. Sydstatsfolkenes ammunition var ved at slippe op, og rapporter om ankommende unionsforstærkninger fik dem til at trække sig bort og igen slutte sig til Hoods hovedstyrke.
Hood rykkede derpå mod vest og krydsede Coosa River i nærheden af Rome, Georgia, ved grænsen til Alabama. Han drejede mod nord i retning af Resaca, Georgia og blev forenet med Joseph Wheelers kavaleri, som tidligere havde gennemført raids i Tennessee. Den 12. oktober krævede Hood overgivelse fra en unionsbrigade, som var stationeret ved Resaca og efterlod generalløjtnant Stephen D. Lees korps på stedet til at omringe byen. Lee afslog at angribe Unionens stillinger, fordi han mente, at det ville blive for kostbart. I mellemtiden havde Sherman hørt om Hoods placering og beordrede forstærkninger afsendt til Resaca. Hood sendte Alexander P. Stewart så langt nordpå som Tunnel Hill, nær grænsen til Tennessee, for at tilføje jernbanen mest mulig skade. Under denne operation tog Stewart et regiment sorte tropper til fange ved Dalton, Georgia.
Sherman rykkede hele sin hær mod Resaca og ankom dertil den 13. oktober. Fra Resaca trak Hood sig tilbage vestpå mod Gaylesville, Alabama. Hood havde håbet på at komme i kamp ved Sherman nær Cross Roads, Georgia, men hans underordnede ledere overbeviste ham om at troppernes moral ikke var stærk nok til man kunne risikere et angreb. På dette tidspunkt fik Sherman en antydning fra Grant om at han så velvelligt på en march til Savannah. Han koncentrerede sig om det kortsigtede mål at forfølge den hurtige Hood. Han gav Thomas ordre til at sendte to divisioner tilbage, som han tidligere havde sendt nordpå, og den 17. oktober var de på vej under ledelse af John M. Schofield. De sluttede sig til Sherman ved Gaylesville den 23. oktober.
Ved Cross Roads havde Hood tid til at fokusere sin strategi. Han måtte forhindre Thomas' armé i at slutte sig til Sherman så de kunne overvælde ham, og han regnede med at hvis han rykkede hurtigt ind i Tennessee kunne han måske besejre Thomas inden Unionsstyrkene kunne samles. Når Thomas var slået planlagde Hood at forsætte ind i det centrale Kentucky og fylde sin hær op med rekrutter fra Kentucky og Tennessee. Han håbede på at opnå alt dette inden Sherman kunne nå frem til ham. Hans plan var at hvis Sherman fulgte ham, ville Hood kæmpe mod Sherman i Kentucky. Derfra planlagde han at rykke østpå gennem Cumberland Gap for at hjælpe Robert E. Lee, som var under belejring i Petersburg.
Den 21. oktober blev Hoods plan godkendt af general P.G.T. Beauregard, som havde kommandoen over alle styrker i det vestlige operationsområde. Hood rykkede i retning af Decatur, Alabama, med den hensigt at mødes med Nathan Bedford Forrest i omegnen af Florence, Alabama.
Slaget ved Decatur (26. – 29. oktober)
Hood demonstrerede mod Decatur i et forsøg på at krydse Tennesseefloden. Unionsstyrkerne under ledelse af brigadegeneral Robert S. Granger udgjorde under det meste af slaget blot 5.000 mand, men de havde held af at forhindre den langt større konfødererede styrke i at krydse kloden.
Slaget ved Johnsonville (4. – 5. november)
Forrest gennemførte et 23 dages raid, som kulminerede i et angreb på Unionens forsyningsbase i Johnsonville, Tennessee. Forrest drejede nordpå fra Corinth, Mississippi mod grænsen til Kentucky og blokerede midlertidigt Tennesseefloden ved Fort Herman. Derpå rykkede Forrest sydpå langs Tennesseeflodens vestlige bred og erobrede adskillige Unionsdampere og en kanonbåd, som han senere måtte opgive. Den 4. november begyndt Forrest at opstille sit artilleri ved floden overfor Unionens forsyningsbase og landingssted ved Johnsonville. I løbet af to dage forårsagede et stort antal ildkampe mellem land- og flådestyrker betydelig ødelæggelse af unionsforsyninger. Selv om denne sejr yderligere forstærkede Forrests ry og ødelagde en stor mængde unionsmateriel lykkedes det ikke at bremse Unionens succes i Georgia.
Hood rykkede til Tuscumbia, Alabama og krydsede Tennesseefloden den 31. oktober med en enkelt division. En kavaleribrigade fra Unionen var for svag til at kunne forhindre overgangen, men den sikrede vigtig information om hvor Hood befandt sig. I mellemtiden havde Sherman den 30. oktober afsendt Schofield med 23. Korps til Thomas og givet generalmajor Andrew Jackson Smith ordre til at rykke til Nashville. Sherman var sikker på at han havde givet Thomas tilstrækkeligt store styrker til at han kunne håndtere Hood, og han forberedte sig nu på sin march gennem Georgia. Den 10. november var Shermans tropper på vej tilbage til Atlanta.
Hood forblev om omegnen af Florence i tre uger mens han ventede på Forrest, som endelig ankom den 18. november. I mellemtiden, selv om han af Sherman blev tilskyndet til at handle hurtigt, handlede Thomas i overensstemmelse med sit rygte om at være en langsom og velovervejet general. Hood rykkede frem i tre kolonner for at sikre sig overgangene over Duck River ved Columbia, Tennessee, hvilket, hvis de lykkedes, ville skille Schofield fra Thomas. Den 22. november sendte Schofield to divisioner af sted i fuld fart for at sikre Columbia, og den første ankom den 24. november, i tide til at forhindre Forrest i at erobre broerne.
Slaget ved Columbia (24. – 29. november)
Unionshæren etablerede to linjer af jordskanser syd for byen mens man havde forpostfægtninger med fjendens kavaleri den 24. og 25. november. Hood rykkede sit infanteri frem den følgende dag, men angreb ikke. Han udførte demonstrationer langs fronten mens han sendte to korps fra sin armé til Davis Ford, 8 km østpå ved Duck River. Schofield fortolkede Hoods bevægelser korrekt, men dårligt vejr forhindrede ham i at krydse over til nordsiden af floden før den 28. og efterlade Columbia til de konfødererede. Den næste dag marcherede begge hære mod nord i retning af Spring Hill, Tennessee. Schofield havde sinket Hood, men havde ikke stoppet ham.
Slaget ved Spring Hill (29. november)
Fægtninger mellem brigadegeneral James H. Wilsons Unionskavaleri og Forrests konfødererede ryttere fortsatte i løbet af dagen mens de konfødererede rykkede frem. Schofield forstærkede tropperne, som holdt korsvejen ved Spring Hill. Sidst på eftermiddagen slog unionstropperne et ukoordineret konfødereret infanteriangreb tilbage. I løbet af natten passerede resten af Schofields styrker fra Colombia gennem Spring Hill til Franklin, Tennessee. Dette var måske Hoods bedste chance for at isolere og besejre unionshæren, men hans underordnede (Benjamin F. Cheatham og Stewart) bevægede sig langsomt og koordinerede ikke deres handlinger, hvilket gjorde det muligt for Thomas uhindret at rykke til Franklin.
Andet flag ved Franklin (30. november)
Schofield nåede til Franklin omkring solopgang den 30. november og dannede hurtigt en forsvarslinje i stillinger, der var bygget af Unionen under det Første slag ved Franklin i foråret 1863, i den sydlige udkant af byen. Dette var en risikabel strategi, da de forsvarede sig med floden bag sig, De kunne ikke overskride floden da pontonbroerne endnu ikke var nået frem, så de ikke kunne få forsyningskolonnerne over. Omkring kl. 16 indledte Hood et frontalangreb mod Unionens linje. To unionsbrigader som holdt en fremskudt stilling gav efter og trak sig tilbage til de indre stillinger, men deres kammerater holdt stand i et slag som forårsagede store tab. Da slaget endte efter mørkets frembrud var seks konfødererede general døde eller døende.
Hoods armé forfulgte langsomt Thomas mod Nashville. Dette var et kontroversielt træk fra Hoods side, da hans armé var udmattet og ikke længere klar til offensive operationer. På den anden side mente han, at hvis han gav ordre til tilbagetrækning ville det betyde at hans hær faldt helt fra hinanden. Hood besluttede at ødelæggelsen af Nashville & Chattanooga Railroad og ødelæggelse af unionshærens forsyningsdepot ved Murfreesboro ville hjælpe hans sag. Den 4. december sendte han Forrest, med to kavaleri divisioner og generalmajor William B. Bates infanteri division til Murfreesboro. Hood beordrede Bate til at ødelægge jernbanen og blokhusene mellem Murfreesboro og Nashville og slutte sig til Forrest for yderligere operationer.
Tredje slag ved Murfreesboro (5. – 6. december)
Forrests kombinerede styrke angreb Murfreesboro men blev slået tilbage. De ødelagde jernbanespor, blokhuse samt nogle hjem og afbrød generelt unionens operationer i området, men de opnåede ikke ret meget mere. Raidet mod Murfreesboro var en mindre forstyrrelse. Bate blev kaldt tilbage til Nashville, men Forrest forblev i nærheden af Murfreesboro og deltog således ikke i slaget ved Nashville. Set i bakspejlet var Hoods beslutning om at udskille Forrest fra hovedstyrken en alvorlig fejl.
Hood nåede udkanten af Nashville den 2. december, tog opstilling på nogle bakker som lå parallelt med Unionens og begyndte at bygge stillinger. Thomas gjorde forberedelser fra den 1. – 14. december til det slag hvor han ville ødelægge Hoods hær. Han var under stort politisk pres fra Washington, D.C. for at angribe. De civile politikere og hærens overkommando var begge nervøse over Hoods fremgang i Tennessee og over Grants dødvande overfor Lee i Virginia. Thomas var klar til at angribe den 8. december, da en snestorm ramte området, hvilket tvang ham til udsættelse og hvilket yderligere gjorde Washington rasende. Den 13. december fik generalmajor John A. Logan ordre til at tage til Nashville og overtage kommandoen, hvis Thomas endnu ikke havde igangsat operationer ved hans ankomst. Han var nået til Louisville den 15. december, men den dag var slag om Nashville begyndt.
Slaget ved Nashville (15. – 16. december)
Thomas planlagde med at ramme begge Hoods flanker med et mindre angreb på den konfødererede højreside og et stort angreb på den venstre. Før daggry den 15. december angreb divisionen under generalmajor James B. Steedman den konfødererede højrefløj og fastholdt et konfødereret korps der resten af dagen. Angrebet mod venstrefløjen med to korps og en division under Schofield begyndte efter middag med et angreb op ad Montgomery Hill, og det havde en ødelæggende effekt på hele den konfødererede linje. Hoods armé blev ramt hårdt, men ikke sendt på flugt. Kampen sluttede ved mørkets frembrud, og Hood omgrupperede sine styrker til den næste dags slag. Han dannede en hovedforsvarslinje langs bunden af bakkekammen ca. 3 km syd for den tidligere placering, opkastede nye forsvarsvlrker og befæstede bakker på deres flanker. Unionstropper marcherede ud til tæt på de konfødereredes nye linje og begyndte at bygge stillinger om morgenen den 16. december. Igen planlagde Thomas at angribe mod begge flanker, men det indledende angreb mod den stærkt befæstede højrefløj mislykkedes. Det blev fulgt af et kraftigere angreb mod venstre fløj under Schofield, Smith og Wilson som lykkedes. Deres succes inspirerede Thomas J. Wood og James B. Steedman til at genoptage deres angreb på højre flanke, og det løb de konfødererede over ende. Hoods armé kollapsede og flygtede i kraftigt regnvejr i retning af Franklin.

## Efterspil
Unionshæren forfulgte Hood. Det regnfulde vejr blev til en allieret for de konfødererede, idet den forsinkede unionskavaleriets forfølgelse, og Forrest kunne slutte sig til Hood den 18. december og afskærme den retirerende styrke. Forfølgelsen fortsatte indtil den slagne Army of Tennessee krydsede tilbage over Tennesseefloden den 25. december.
Hoods arme blev forsinket ved Columbia, slået ved Franklin, og slået på flugt ved Nashville. Hood trak sig tilbage til Tupelo, Mississippi og tog sin afsked den 13. januar 1865. Forrest vendte tilbage til Mississippi, men i 1865 blev han drevet ind i Alabama af James H. Wilson, og hans styrke blev smuldrede og mistede sin kampevne.
På tidspunktet for Hoods nederlag i Nashville havde Shermans hær nået udkanten af Savannah, som blev erobret lige inden jul. Fem tusinde mand fra Army of Tennessee indgik senere i Joseph E. Johnstons kampe mod Sherman i South Carolina, men uden resultat.
Franklin-Nashville Campaign var det sidste større felttog i det vestlige operationsområde under den amerikanske borgerkrig.

## Yderligere læsning
- Jacobson, Eric A., and Richard A. Rupp, For Cause, for Country: A Study of the Affair at Spring Hill and the Battle of Franklin, O'More Publishing, 2007, ISBN 0-9717444-4-0.
- Sword, Wiley, The Confederacy's Last Hurrah: Spring Hill, Franklin, and Nashville, William Morrow & Co., 1974, ISBN 0-688-00271-4.

## Eksterne kilder
- West Point Atlas map, September 29 – November 26 Arkiveret 10. januar 2009 hos  Wayback Machine
- West Point Atlas map, Battles of Spring Hill and Franklin Arkiveret 9. januar 2009 hos  Wayback Machine
- West Point Atlas map, Battle of Nashville Arkiveret 10. januar 2009 hos  Wayback Machine
- Battle of Franklin, November 30, 1864
- Animated History of The Franklin-Nashville Campaign Arkiveret 8. juli 2011 hos  Wayback Machine
- McGavock Confederate Cemetery Arkiveret 5. juli 2008 hos  Wayback Machine